# Teorema de Jacobson
O Teorema de Jacobson é uma generalização do Teorema de Wedderburn. Podemos expressá-lo da seguinte forma:

Teorema de Jacobson:Seja R um anel tal que para todo elemento a {\displaystyle \in } R existe um inteiro n(a) > 1, que depende de a tal que {\displaystyle a^{n(a)}} = a. Então R é um anel comutativo.

Nathan Jacobson provou esse teorema no seu famoso paper "Structure theory for algebraic algebras of bounded degree", publicado em 1945 no Annals of Mathematics. Uma outra demonstração do teorema pode ser encontrada em.